# Loudías
Le Loudías, en grec moderne : Λουδίας, ou Lydías-Lidías, (Λυδίας - Λοιδίας, communément appelé Mavronéri (Μαυρονέρι) et Kará Asmák (Καρά Ασμάκ), pendant l'occupation ottomane, est un fleuve de Macédoine-Centrale, navigable jusqu'à Pella. Le cours d'eau se jette dans le golfe Thermaïque à quelques kilomètres à l’ouest de Thessalonique, au sein du parc national de l'Axiós-Loudías-Aliákmonas.